# Gabriel Wallentin
Gabriel Wallentin, né le 3 avril 2001 en Suède, est un footballeur suédois qui joue au poste de défenseur central au Halmstads BK.

## Biographie

### En club
Né en Suède, Gabriel Wallentin commence le football au Trönninge IF puis est formé par le Halmstads BK. Il joue son premier match en professionnel le 7 mars 2020, lors d'une rencontre de coupe de Suède, face au Tvååkers IF (en). Il entre en jeu et son équipe l'emporte par deux buts à un.
Le 4 janvier 2021, Gabriel Wallentin est prêté au Skövde AIK pour une saison.
Le 13 janvier 2022, Wallentin voit son prêt au Skövde AIK prolongé pour une saison supplémentaire.
Il découvre l'Allsvenskan avec l'Halmstads BK, l'élite du football suédois, jouant son premier match lors de la première journée de la saison 2023, le 2 avril 2023 contre l'AIK Solna. Il est titulaire et on équipe s'impose par deux buts à un.

### En sélection
Gabriel Wallentin joue un match avec l'équipe de Suède des moins de 17 ans en 2018.